# Azara serrata
El aroma de Castilla o corcolén (Azara serrata) es una especie de planta fanerógama perteneciente a la familia Salicaceae.

## Descripción
El Corcolén es un arbusto perenne de hoja ancha y gran tamaño, nativo del sotobosque de los bosques de Chile. Este arbusto destaca por sus hojas lustrosas, ovado-serradas, su floración estival de fragantes flores amarillo intenso.
Las diminutas flores apétalas de esta especie florecen más tarde que las flores de finales de invierno-principios de primavera de la mayoría de las especies del género. Las flores perfuman el aire con un fuerte aroma embriagador que se describe con matices de vainilla o chocolate. Las flores florecen en pequeños racimos en las axilas de las hojas, y el color de la flor procede enteramente de los vistosos estambres de color amarillo dorado.
Los frutos son pequeñas bayas blancas, esféricas, de una sola semilla (1/ 4" de largo), que maduran a finales del verano. Las ramas arqueadas están revestidas de hojas pequeñas, simples, ovadas, brillantes, de color verde muy oscuro (hasta 3/4" de largo).
Las hojas tienen márgenes dentados, como sugieren tanto el epíteto específico como el nombre común.

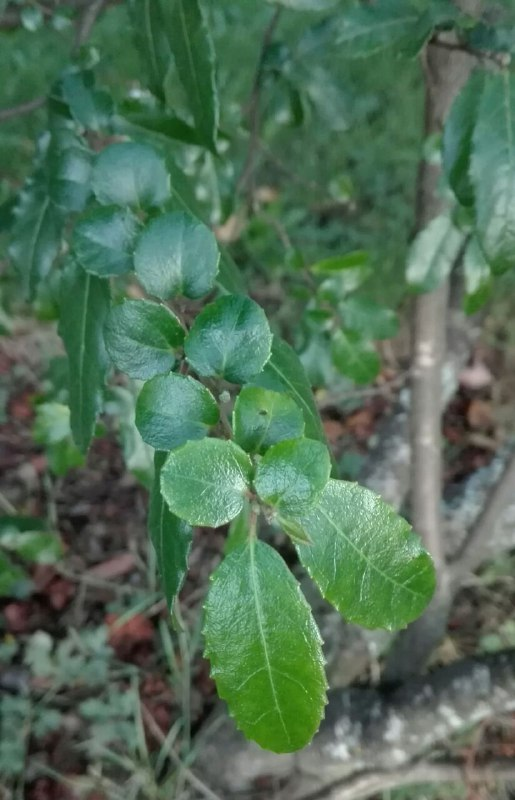
Hojas de A. serrata.

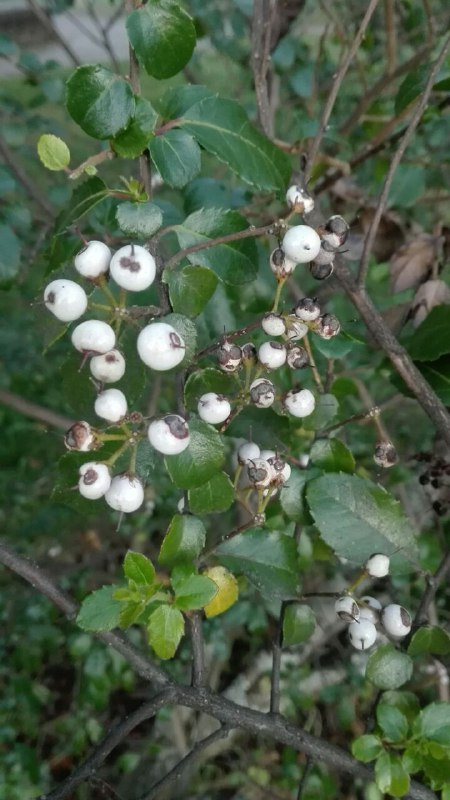
Frutos tipo baya de A. serrata.

## Usos
Ornamental en plazas y jardines.

## Taxonomía
Azara serrata fue descrita por Hipólito Ruiz López y José Antonio Pavón y Jiménez y publicado en Florae Peruvianae, et Chilensis Prodromus 79, en el año 1794.
Etimología
Azara, fue nombrada en honor al científico español José Nicolás de Azara.
Sinonimia
- Azara bergii F.Phil. ex Phil.
- Azara chiloensis Hook.f.
- Azara dubia Steud.
- Azara lanceolata var. chiloensis (Hook.f.) Reiche
- Azara serrata var. bergii (F.Phil. ex Phil.) Reiche
- Azara serrata var. chiloensis (Hook.f.) Reiche
- Azara serrata var. serrata
- Azara subandina Phil.
- Azara umbellata Phil.[5]